# Aragnouet
Aragnouet är en kommun i departementet Hautes-Pyrénées i regionen Occitanien i sydvästra Frankrike. Kommunen ligger i kantonen Vielle-Aure som tillhör arrondissementet Bagnères-de-Bigorre. År 2022 hade Aragnouet 286 invånare.

## Befolkningsutveckling
Antalet invånare i kommunen Aragnouet
| Referens: INSEE |